# Ctenocidaris geliberti
Ctenocidaris geliberti is een zee-egel uit de familie Ctenocidaridae.
De wetenschappelijke naam van de soort werd in 1912 gepubliceerd door René Koehler.